# Йехуд-Моноссон
Йехуд-Моноссон (ивр. יְהוּד-מוֹנוֹסוֹן‎) — объединённый муниципалитет города Йехуд и соседнего поселения Неве-Моноссон в центральной части Израиля, созданный их муниципальным объединением в 2003 году. Йехуд — это город, в то время как Неве-Моноссон является поселением.

## Слияние
По условиям слияния, Неве-Моноссон остался с высоким уровнем автономии и с собственной местной администрацией. Неве-Моноссон был предоставлен статус боро министром внутренних дел в 2005 году в рамках реализации плана слияния.

## Население
По данным Центрального статистического бюро Израиля, население на начало 2020 года составляло 29 928 человек.